# August Entertainment
La August Entertainment è una casa di produzione e distribuzione cinematografica, fondata nel 1988. Il primo film prodotto dalla compagnia fu Paradise Road. La compagnia si è recentemente dedicata alla produzione di cortometraggi, come dimostra la produzione di I Just Forgot.

## Filmografia

### Produzione
- Paradise Road (1988)
- Dirty Games (1989)
- Skeeter (1993)
- Bella la vita che se ne va (1993)
- Una vita al massimo (1993)
- Missione senza nome - Red scorpion 2 (1994)
- Il tuo amico nel mio letto (1994)
- Curse of the Starving Class (1994)
- Crying Freeman (1995)
- Freeway No Exit (1996)
- Savage Hearts (1997)
- Habitat (1997)
- Hysteria (1998)
- Perfurmed Garden (2000)
- I Just Forgot - cortometraggio (2004)

### Distribuzione
- Skeeter (1993)
- The Color of the Evening (1994)
- Los Angeles - Cannes solo andata (1998)
- A sud del paradiso - A ovest dell'inferno (2000)
- Pace, amore & bikini! (2005)